# Франкув
Франкув (пол. Franków) — село в Польщі, у гміні Полічна Зволенського повіту Мазовецького воєводства.
У 1975-1998 роках село належало до Радомського воєводства.